# Halas Adelaida
Halas Adelaida (Veszprém, 1977. április 24. –) magyar színésznő.

## Élete
A veszprémi Cholnoky Jenő általános iskola után középiskolai tanulmányait Veszprémben, a Vetési Albert gimnáziumban végezte. Érettségi után, 1996-tól a Pesti Magyar Színház színiakadémiáján tanult, ahol 1999-ben végzett, majd – Vándorfi László direktorsága idején – a Veszprémi Petőfi Színház színésze lett. Indult A Társulat című televíziós szereposztó show-műsorban, és a középdöntőig jutott. Neves színházi szakemberek (Szinetár Miklós, Tordy Géza, Valló Péter, Bujtor István, Dunai Tamás, Szerednyey Béla és mások) által rendezett prózai és zenés darabok sorában szerepelt. Párizsban járt az ősz címmel önálló műsora van, amit Édith Piaf emlékének szentelt.

## Színházi szerepeiből
- Kálmán Imre: A montmartre-i ibolya (Ninon)
- Kálmán Imre: Marica grófnő (Marica grófnő)
- Miklós Tibor–Kocsák Tibor: Anna Karenina (Anna Karenina)
- Mikszáth Kálmán: A Noszty fiú esete Tóth Marival (Brózik Tinka, Szobalány, Ápolónő)
- Zerkovitz Béla–Szilágyi László: Csókos asszony (Pünkösdy Kató)
- Csiky Gergely: Kaviár (Mariska)
- Tömöry Márta–Korcsmáros György: Csizmás kandúr (Királylány, VI. színész)
- Nagy Ignác–Parti Nagy Lajos: Tisztújítás (Aranka)
- Eisemann Mihály–Szilágyi László: Én és a kisöcsém (Kató)
- Zágon István–Nóti Károly: Hyppolit, a lakáj (Terka)
- Zalán Tibor: Angyalok a tetőn (Hófehérke)
- Legyetek jók, ha tudtok! (Leonetta)
- Molnár Ferenc: Színház (Sobri Ilonka)
- Franz Schubert–Berté Henrik: Három a kislány (Édi)
- Kovács Kristóf: Kék veréb (Édith Piaf)
- Dobozy Imre–Korognai Károly: A tizedes meg a többiek (Szása)
- Müller Péter Sziámi–Tolcsvay László–Müller Péter: Isten pénze (Belle)
- William Shakespeare: A windsori víg nők (Anna)
- Neil Simon: Furcsa pár (Cecily)
- Dale Wassermann–Mitch Leigh–Joe Darion: La Mancha lovagja (Antonia)
- Jókai Mór–Nagy András–Tordy Géza: Az aranyember (Tímea)
- K. Halász Gyula–Eisemann Mihály: Fiatalság bolondság (Takács Zsuzsi)
- Németh Ákos: Müller táncosai (Erika)
- Sólem Aléchem–Joseph Stein–Jerry Bock–Sheldon Harnick: Hegedűs a háztetőn (Hódel)
- Várkonyi Mátyás–Miklós Tibor: Sztárcsinálók (Octavia)
- Vajda Katalin: Anconai szerelmesek (Lucia)
- Carlo Goldoni: A komédiaszínház (Eleonora kísérője)
- Nagy Tibor–Pozsgai Zsolt–Bradányi Iván: A kölyök (Lucy)
- L. Frank Baum: Óz, a nagy varázsló (Madárijesztő)
- Kovács Attila–Asztalos István: István (Mária)

## Filmes és televíziós szerepei
- A morcogi (2008)
- Szeretföld (2017) ... Portásné